# Проповеди на книгу пророка Аггея
Про́поведи на кни́гу проро́ка Агге́я — серия проповедей (двадцати трёх), приуроченных к Рождественскому посту, произнесённых Джироламо Савонаролой с ноября по декабрь 1494 года во Флоренции в церкви Санта-Мария-дель-Фьоре. Записаны проповеди были личным секретарём Савонаролы, Лоренцо Виоли, стенографическим методом.
Являются одними из немногих проповедей Савонаролы, сохранившихся целиком до наших дней. Выбор книги для проповеди обусловлен тем, что 9 ноября 1494 года из Флоренции был изгнан Пьеро II Медичи, а Савонарола, в силу своей популярности, фактически стал духовным и политическим лидером Флоренции. Сам пророк Аггей сыграл важную роль в истории иудеев, которые столкнулись с проблемой организации общественной жизни и восстановлением Храма после возвращения из Вавилонского плена. Савонарола видел своим предназначением выполнить ту же роль для флорентийцев, что и Аггей для иудеев.
Савонарола читал проповеди на народном итальянском, а не на более официальной латыни, чем, несомненно, привлекал на свои проповеди простых людей, которые латынью не владели. Немецкий историк Хорст Херманн отмечает, что Савонарола чтением проповедей на итальянском продвигал и укреплял позиции «народного языка», сыграв для итальянского языка ту же роль, что и Ульрих фон Гуттен и другие деятели Реформации для немецкого. 

## История создания
Стиль проповедей Савонаролы складывался годами задолго до 1494 года. Фиаско на первой проповеди в 1483 году в флорентийской церкви Сан-Лоренцо заставило Савонаролу уделить больше внимания самообразованию и формированию собственного стиля проповеди. Проповедники той эпохи не были столько знатоками Писания, сколько пустословами, удерживавшими внимание публики грубоватыми шутками и показной учёностью..
В проповедях Савонаролы 1484—1485 гг. в Сан-Джиминьямо впервые были высказаны ключевые идеи его деятельности проповедника: наказание Церкви за грехи и скорейшее её обновление. Затем, после периода скитаний, Савонарола принимает приглашение Лоренцо Медичи и в 1489 году возвращается во Флоренцию, где его проповеди имеют ошеломительный успех.
В проповедях, прочтённых Савонаролой в период с 1491 по 1494 гг., поднимаются темы, которые станут центральными в его проповедях на книгу Аггея: осуждение тирании Медичи, скорое обновление Церкви, пришествие бича Божьего и т. д. Чтение проповедей на книгу пророка Аггея начнётся 1 ноября 1494 года.

## Проповеди, посвящённые моральному облику Флоренции
Проповеди можно разделить на группы, посвящённые той или иной теме: проповеди с первую по седьмую посвящены размышлениям о морально-этическом облике Флоренции, в частности, теме греховности флорентийцев и необходимости покаяния. Савонарола с начала проповеди не только обличает греховность своей паствы («много званных, мало избранных»), толкуя эту строку из Евангелия от Матфея как относящуюся к своему приходу, и призывает всех присутствующих покаяться и «войти в ковчег», то есть обрести спасение, ибо приблизилось Царство Божие. Образ ковчега один из ключевых в проповедях Савонаролы. Так, ранее в проповеди на Книгу Бытия, прочитанной им на Рождественский пост 1493 года, он говорил о сооружении Ноем ковчега накануне Великого потопа. 
Уже в первой проповеди Савонарола говорит о том, что богу неугодно действующее правительство Флоренции, основываясь на собственных видениях: 

О, Флоренция, сколько всего возвестил тебе Господь, блаженна была бы ты, если бы вняла Его словам. <...> Господь хочет обновить Свою Церковь и христианский народ — мечом, и сделает это скоро; что Богу неугодно это правительство. — Проповедь I
 Если обратиться к первоисточнику для правильного понимания мысли проповедника. Оригинальное предложение звучит как «Dio non piacciano questi governi», то есть «Богу не нравятся эти правительства», однако во множественном числе слово «governi» лучше перевести как «органы управления»/«органы власти». Таким образом, данная строка направлена не против правительства Медичи, как можно подумать исходя из перевода, а против учреждённых Лоренцо Великолепным для поддержания тирании Медичи органов власти — Совета Семидесяти, Совета Восьми и Совета Двенадцати. Однако, данные заявления, якобы передаваемые от самого Бога, не были подкреплены ничем, кроме как пророческим авторитетом Савонаролы.

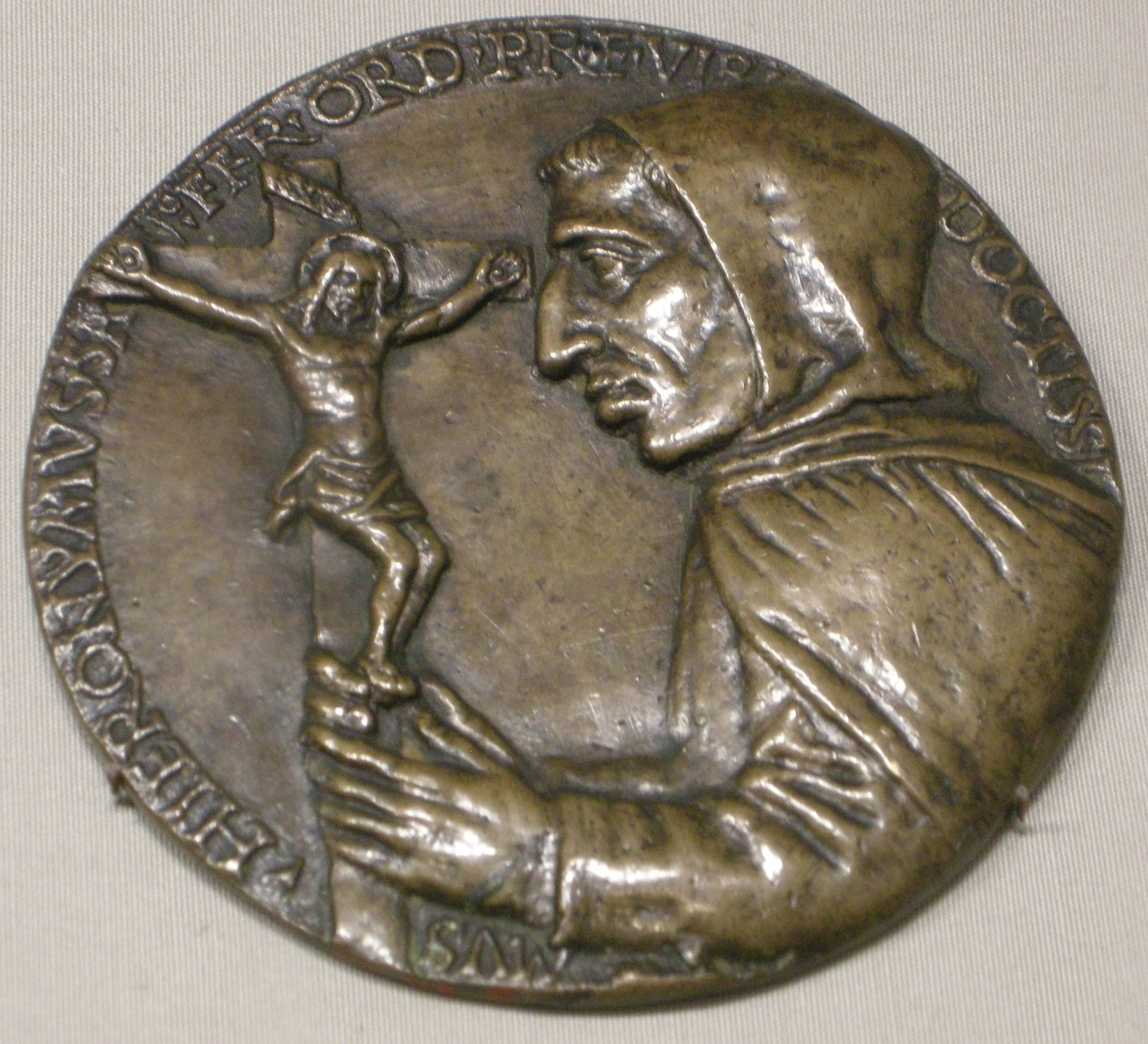
Никколо Ди Форзоре Спинелли, медаль Джироламо Савонаролы, около 1492—1494

Савонарола развивает мысль о необходимости личного покаяния, обновления и необходимости общецерковного обновления:

 «Оставьте, говорю вам, ваших наложниц и развратников, настало время покаяния, ибо грядут великие испытания, которыми Господь хочет исправить Свою Церковь.» — Проповедь I
 Всецело первая проповедь посвящена покаянию: его необходимости и признакам, по которым можно определить человека истинно кающегося: радость и ликование души; просвещение; восхваление Господа и общение с добрыми людьми. Так Савонарола доносит тот идеал христианина, к которому им нужно стремиться, чтобы достичь спасения от надвигающихся невзгод.
Среди вводных семи проповедей особое место занимает четвёртая, так как произнесена она была около 11 ноября, непосредственно после побега Пьеро II из Флоренции. Паскуале Виллари замечает, что народ целыми днями волновался на улицах, как бурный поток. Со злобой поглядывал он на дома тех, которые, притесняя его, собрали громадные богатства. Без определённой цели блуждали они по городу и лишь в часы проповеди массами стекались в собор. Город находился на грани анархии и начала беспорядков, народ не знал куда податься и искал ответ на вопрос «что делать?». Именно в проповедях Савонаролы и был найден ответ. Джироламо, как умелый оратор, призывает толпу к покаянию и ориентации на христианские добродетели, чтобы не допустить кровавой резни в городе и повсеместного грабежа.
Пятую проповедь Савонарола посвящает мысли о том, что каждый должен занимать то место в жизни, которое было отведено ему Господом, довольствоваться тем, что есть, и не требовать большего: 

 Стой, говорю тебе, на своем месте, куда тебя поместил Господь, не двигайся, не стремись занять место других, если хочешь праведно жить, ведь Бог дал тебе определенный образ жизни; ты должна жить упорядоченно, чтобы каждый был на своем месте. Но ты не сможешь так жить, если у тебя не будет первичной формы, побуждающей тебя к этому, а форма эта есть благодать Божия, которую Господь дарует тем, кто живет по-христиански. Истинный христианин никогда не стремится к тому, что не соответствует его положению, но все предоставляет в руки Божии и никогда не оставляет своего положения и места.— Проповедь V
В первых проповедях Савонарола ещё сомневается принимать ли ему деятельное участие в политике. Но обстоятельство вынуждают принять окончательное решение. Джироламо укрепляет свой авторитет как духовного, так и политического лидера Флоренции, не только объединив народ проповедями с трибуны, но и избавлением флорентийцев от покорения Карлом VIII, в котором он видел оружие кары Божией. Проповеди с восьмую по тринадцатую Савонарола посвящает политической реформе жизни Флоренции, где говорит о важности христианской добродетели для правителя и о том, что тиран не может быть хорошим правителем из-за пренебрежения христианскими добродетелями.

## Проповеди о политической реформе во Флоренции
Основным догматом построения нового общества является утверждение о богоизбранности Флоренции, которая является своего рода Новым Иерусалимом во главе с Иисусом Христом, а значит о морально-этическое состояние должно быть соответствующим.  Первым социальным предложением Джироламо Савонаролы становится реализация идеи «всеобщего мира»: если Флоренция — город, избранный Богом, то должна уподобиться Ему в милосердии. 

О, Флоренция, Флоренция, ты была жестокой и пролила кровь; <...> Так вернись же, Флоренция на путь Божий, будь сострадательной и милосердной... — Проповедь XIII
Первым шагом на пути возвращения Флоренции на «путь Божий» — проведение всеобщей амнистии, но впредь строго наказывать любого, кто покусится на нарушение божьего закона. 

 Если ты спросишь меня: Хорошо, брат, скажи, как ты представляешь себе этот мир? — я повторю уже сказанное мною: всеобщий мир означает следующее — каждый должен отложить ненависть и злопамятство и заключить мир, простив все, что произошло, начиная с этих государственных перемен, то есть чтобы всякая вина и всякое наказание были упразднены начиная с ваших перемен вплоть до настоящего времени; а на будущее виновный должен нести наказание. Ты скажешь: значит преступления не наказуются? — Отвечаю: я говорю лишь о преступлениях, вызванных прошлой ненавистью. Ты прекрасно понимаешь меня, если только хочешь понимать. — Проповедь XV
Савонарола всё более осознаёт себя как духовным вождём народа Флоренции и позволяет себе сравнение не только с пророком Аггеей, но и с Моисеем. 

 Я как Моисей, который сначала сообщил народу нравственные предписания, потом судебные, затем обрядовые. — Проповедь XV
 Во многом Савонарола оказывается прав, его слова действительно находят отклик в людях. Могущественное влияние на женщин и молодое поколение дало Джироламо возможность проникнуть со своими новаторскими планами в самое сердце семейств.  Помимо отклика на слова проповедника о христианской жизни отразившихся на повседневной жизни флорентийцев, во время Рождественского поста 1495 года была проведена, так называемая, «детская реформа». 

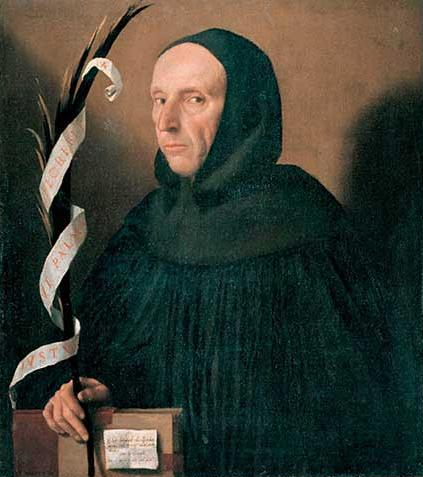
Моретто да Брешиа, Портрет доминиканского монаха, 1524

Для Савонаролы целью политики является не власть, а «общее благо». 

О, горожане, если вы объединитесь и от всей души будете стремиться к общественному благу, каждый из вас будет иметь куда большие мирские и духовные блага, чем если бы он радел только о личном благе. Стремитесь, говорю вам, к общественному благу в городе, а кто захочет возвыситься надо всеми, того нужно лишить всех благ. — Проповедь XIII
 Соответственно, управление государством не может осуществляться людьми, ищущими исключительно собственной выгоды и власти, поскольку это признак дурного гражданина, о свойствах которого монах рассуждал несколько ранее. Отсюда неизбежно следует вывод, что «общее благо» свободного государства для Савонаролы немыслимо без «добродетельной жизни горожан», а она, в свою очередь, является залогом достижения «блаженного существования» — цели не только отдельного человека, но и общества в целом. Несомненно, поэтому значительное пространство данной проповеди занимает сравнение «духовного» и «плотского» государств, и вывод проповедника о том, что как «всякая вещь тем сильнее, чем она духовнее», так и «государство тем сильнее и лучше, чем оно духовнее», «ближе к Богу». Восьмая проповедь более всего посвящена вопросу необходимости обновления Флоренции. 

Настроится на новую жизнь и откажется от прежней запятнанной жизни. О, Флоренция, теперь я обращаюсь к тебе. Если ты хочешь обновиться, о, новый город, и быть новой, если твое положение изменилось, нужно, чтобы ты изменила и образ жизни; если ты хочешь сохраниться и властвовать, ты должна петь новую песню и найти новую форму. — Проповедь VIII
 По мнению Савонаролы, Флоренции необходим такой закон, согласно которому никто не сможет поставить себя главой надо всеми, превалирующим фактором авторитета человека должны быть христианские добродетели. Для Савонаролы политические и нравственные преобразования неотделимы: «политика без нравственности не имеет смысла». Именно поэтому Джироламо подвергает критике тиранию Медичи, противопоставляя её власти «добрых правителей», то есть тех, которые живут и правят, оглядываясь на христианскую добродетель. Мысль о хороших правителях и тиранах является центральной для политической идеи Савонаролы. 

Флоренция, тебе необходимо обратиться к божественному служению, ибо государства истинных христиан управляются с помощью молитвы и доброделания; ошибаются те безумные и злые люди, которые говорят, что нельзя править государством с помощью «Отче наш». Это сказано о тиранах, а не о добрых правителях. Так управляются тирании, но они недолговечны. Живите же по-христиански, приходите на проповеди, там вы сможете научиться доброй жизни... — Проповедь VIII
Проповеди доминиканца находят быстрый отклик: 22-23 декабря 1494 года учреждается Большой совет, который ориентировался на венецианский образец, но с учётом флорентийских демократических особенностей. 

Так, укрепившись в страхе Божием, вы получите благодать и найдёте хорошую форму вашего нового правления, при котором никто не сможет поднимать голову; возьмите пример с венецианцев или как Бог вам внушит. — Проповедь VIII
 По реформе 23 декабря 1494 г. в городе вводилось правление Большого Совета, право на членство в котором имели свыше трех тысяч горожан — цифра немыслимая по сравнению даже с домедичейскими коммунальными органами — с прерогативой избирать магистратов и принимать законы, и Совет Восьмидесяти, созданный которого некоторыми историками трактуется как уступка олигархии, и обладающий приоритетом в вотировании законов и ведении дипломатических дел. Во Флоренции создаётся парламент, состоящий из двух палат: нижней — Большого Совета и верхней — Совета Восьмидесяти.
В 12-й проповеди Савонарола формулирует, что он имеет в виду под формой и содержанием нового правления. Форма — это государственное устройство, при котором никто не мог бы возвыситься над другими и подчинить их себе; при котором все были бы довольны своим положением. Содержание — это христианский образ жизни, примером которого должен послужить сам Христос с его простотой, любовью и смирением. Беспрецедентно высокая планка, которую Савонарола ставит для флорентийцев, даже скорее утопичность идеи, нисколько не смущают проповедника, он твердо заявляет, что без Бога реформы не провести. Разумеется, флорентийский монах не обладал достаточным политическим опытом в управлении государством и, видимо осознавая это, постоянно декларировал свое невмешательство в дела управления. 

От меня не исходит ничего другого, кроме молитв, потому что я хочу оставаться только монахом и больше никем — Проповедь XIX
 Это высказывание можно трактовать, во-первых, как заявление о своей непричастности к какой-либо политической группировке в городе, а значит — личный пример стремления к единству в обществе; во-вторых, как проявление смирения через признание того, что в городе имеются люди более компетентные в вопросах управления. При этом монах признавал закономерность и необходимость постоянного совершенствования политических институтов в соответствии с требованиями места и времени.
Оставшиеся девять проповедей во многом являются заключительными. В них Савонарола вспоминает и о религиозной составляющей проповеди, в частности и Рождестве, которому посвящена проповедь XXI.